# Брильйон (містечко, Вісконсин)
Брильйон (англ. Brillion) — місто (англ. town) в США, в окрузі Калумет штату Вісконсин. Населення — 1650 осіб (2020).

## Демографія
Згідно з переписом 2010 року, у місті мешкало 1486 осіб у 546 домогосподарствах у складі 423 родин. Було 580 помешкань
Расовий склад населення:
| - 98,3 % — білих - 0,2 % — чорних або афроамериканців - 0,1 % — корінних американців |

До двох чи більше рас належало 1,3 %. Частка іспаномовних становила 1,1 % від усіх жителів.
За віковим діапазоном населення розподілялося таким чином: 25,6 % — особи молодші 18 років, 64,2 % — особи у віці 18—64 років, 10,2 % — особи у віці 65 років та старші. Медіана віку мешканця становила 39,2 року. На 100 осіб жіночої статі у місті припадало 98,1 чоловіків;  на 100 жінок у віці від 18 років та старших — 103,1 чоловіків також старших 18 років.
Середній дохід на одне домашнє господарство  становив 68 080 доларів США (медіана — 55 893), а середній дохід на одну сім'ю — 76 546 доларів (медіана — 68 056). Медіана доходів становила 42 619 доларів для чоловіків та 32 875 доларів для жінок. За межею бідності перебувало 4,9 % осіб, у тому числі 9,8 % дітей у віці до 18 років та 1,9 % осіб у віці 65 років та старших.
Цивільне працевлаштоване населення становило 957 осіб. Основні галузі зайнятості: виробництво — 33,5 %, освіта, охорона здоров'я та соціальна допомога — 14,0 %, науковці, спеціалісти, менеджери — 8,5 %, оптова торгівля — 7,6 %.